# مایرون مک‌کورمیک
مایرون مک‌کورمیک (انگلیسی: Myron McCormick; ۸ فوریهٔ ۱۹۰۸ – ۳۰ ژوئیهٔ ۱۹۶۲) بازیگر تئاتر و سینما اهل ایالات متحده آمریکا بود.
از فیلم‌ها یا برنامه‌های تلویزیونی که وی در آن نقش داشته‌است می‌توان به بیلیاردباز و دختر چینی اشاره کرد.